# 黃鰭雙邊魚
黃鰭雙邊魚為輻鰭魚綱鱸形目鱸亞目雙邊魚科双边鱼属的其中一個種，分布於澳洲昆士蘭的淡水水域，體長可達7.5公分，可做為觀賞魚。
其种加词“elongata”意为“长的”。